# Nitidotellina hokkaidoensis
Nitidotellina hokkaidoensis is een tweekleppigensoort uit de familie van de Tellinidae. De wetenschappelijke naam van de soort is voor het eerst geldig gepubliceerd in 1961 door Habe.